# Division I 2001-2002 (pallacanestro maschile)
La Division I 2001-2002 è stata la 70ª edizione del massimo campionato belga di pallacanestro maschile. La vittoria finale è stata appannaggio dell'Ostenda.

## Risultati

### Stagione regolare

#### Prima fase
|     | Squadra             | G  | V  | P  | PF | PS | Pt. | Qualificazione         |
| --- | ------------------- | -- | -- | -- | -- | -- | --- | ---------------------- |
| 1.  | Spirou Charleroi    | 20 | 17 | 3  |    |    | 54  | seconda fase, gruppo A |
| 2.  | Ostenda             | 20 | 17 | 3  |    |    | 54  | seconda fase, gruppo A |
| 3.  | Bree                | 20 | 14 | 6  |    |    | 48  | seconda fase, gruppo A |
| 4.  | Estaimpuis          | 20 | 12 | 8  |    |    | 44  | seconda fase, gruppo A |
| 5.  | Mons-Hainaut        | 20 | 11 | 9  |    |    | 42  | seconda fase, gruppo A |
| 6.  | Liegi               | 20 | 10 | 10 |    |    | 38  | seconda fase, gruppo A |
| 7.  | Verviers-Pepinster  | 20 | 9  | 11 |    |    | 38  | seconda fase, gruppo B |
| 8.  | Racing Anversa      | 20 | 9  | 11 |    |    | 38  | seconda fase, gruppo B |
| 9.  | Wevelgem            | 20 | 6  | 14 |    |    | 32  | seconda fase, gruppo B |
| 10. | Ubizen Echo Hasselt | 20 | 3  | 17 |    |    | 26  | seconda fase, gruppo B |
| 11. | Lovanio             | 20 | 2  | 18 |    |    | 24  | seconda fase, gruppo B |

#### Seconda fase, gruppo B
|     | Squadra             | G  | V  | P  | PF | PS | Pt. | Qualificazione |
| --- | ------------------- | -- | -- | -- | -- | -- | --- | -------------- |
| 7.  | Verviers-Pepinster  | 28 | 16 | 12 |    |    | 60  | playoff        |
| 8.  | Racing Anversa      | 28 | 14 | 14 |    |    | 56  | playoff        |
| 9.  | Wevelgem            | 28 | 10 | 18 |    |    | 48  |                |
| 10. | Ubizen Echo Hasselt | 28 | 5  | 23 |    |    | 38  |                |
| 11. | Lovanio             | 28 | 4  | 24 |    |    | 36  |                |

#### Seconda fase, gruppo A
|    | Squadra          | G  | V  | P  | PF | PS | Pt. | Qualificazione         |
| -- | ---------------- | -- | -- | -- | -- | -- | --- | ---------------------- |
| 1. | Ostenda          | 30 | 25 | 5  |    |    | 80  | seconda fase, gruppo A |
| 2. | Spirou Charleroi | 30 | 23 | 7  |    |    | 76  | seconda fase, gruppo A |
| 3. | Bree             | 30 | 17 | 13 |    |    | 64  | seconda fase, gruppo A |
| 4. | Mons-Hainaut     | 30 | 16 | 14 |    |    | 62  | seconda fase, gruppo A |
| 5. | Liegi            | 30 | 15 | 15 |    |    | 60  | seconda fase, gruppo A |
| 6. | Estaimpuis       | 30 | 15 | 15 |    |    | 60  | seconda fase, gruppo A |

### Playoff
|  | Quarti di finale | Quarti di finale   | Quarti di finale |                  |              | Semifinali       | Semifinali | Semifinali |  |  | Finali | Finali  | Finali |
|  |                  |                    |                  |                  |              |                  |            |            |  |  |        |         |        |
|  | 1.               | Ostenda            | 2                |                  |              |                  |            |            |  |  |        |         |        |
|  | 8.               | Racing Anversa     | 0                |                  |              |                  |            |            |  |  |        |         |        |
|  | 8.               | Racing Anversa     | 0                |                  | 1.           | Ostenda          | 2          |            |  |  |        |         |        |
|  |                  |                    |                  |                  | 1.           | Ostenda          | 2          |            |  |  |        |         |        |
|  |                  | 4.                 | Mons-Hainaut     | 1                |              |                  |            |            |  |  |        |         |        |
|  | 4.               | 4.                 | Mons-Hainaut     | 1                | Mons-Hainaut | 2                |            |            |  |  |        |         |        |
|  | 4.               |                    |                  |                  | Mons-Hainaut | 2                |            |            |  |  |        |         |        |
|  | 5.               | Liegi              | 1                |                  |              |                  |            |            |  |  |        |         |        |
|  |                  |                    |                  |                  |              |                  |            |            |  |  | 1.     | Ostenda | 3      |
|  |                  |                    | 2.               | Spirou Charleroi | 2            |                  |            |            |  |  |        |         |        |
|  | 2.               | Spirou Charleroi   | 2                |                  |              |                  |            |            |  |  |        |         |        |
|  | 7.               | Verviers-Pepinster | 1                |                  |              |                  |            |            |  |  |        |         |        |
|  | 7.               | Verviers-Pepinster | 1                |                  | 2.           | Spirou Charleroi | 2          |            |  |  |        |         |        |
|  |                  |                    |                  |                  | 2.           | Spirou Charleroi | 2          |            |  |  |        |         |        |
|  |                  | 3.                 | Bree             | 1                |              |                  |            |            |  |  |        |         |        |
|  | 3.               | 3.                 | Bree             | 1                | Bree         | 2                |            |            |  |  |        |         |        |
|  | 3.               |                    |                  |                  | Bree         | 2                |            |            |  |  |        |         |        |
|  | 6.               | Estaimpuis         | 0                |                  |              |                  |            |            |  |  |        |         |        |

| Division I 2001-2002 |
| -------------------- |
| Ostenda 10º titolo   |

## Formazione vincitrice
| N° | Naz.                   | Ruolo | Sportivo                |  | Alt. |  |
| -- | ---------------------- | ----- | ----------------------- |  | ---- |  |
|    | Lituania (bandiera)    | C     | Virginijus Praškevičius |  | 206  |  |
|    | Belgio (bandiera)      | C     | Tomas Van Den Spiegel   |  | 214  |  |
|    | Belgio (bandiera)      | AC    | Christophe Beghin       |  | 207  |  |
|    | Croazia (bandiera)     | A     | Teo Čizmić              |  | 205  |  |
|    | Panama (bandiera)      | P     | Ed Cota                 |  | 183  |  |
|    | Lituania (bandiera)    | G     | Andrius Giedraitis      |  | 196  |  |
|    | Belgio (bandiera)      | G     | Julien Rahier           |  | 193  |  |
|    | Stati Uniti (bandiera) | P     | Eric Elliott            |  | 182  |  |
|    | Stati Uniti (bandiera) | G     | Michael Huger           |  | 180  |  |
|    | Stati Uniti (bandiera) | G     | Ralph Biggs             |  | 201  |  |
|    | Belgio (bandiera)      | All.  | Eddy Casteels           |  |      |  |

## Premi e riconoscimenti
- MVP regular season:  Ralph Biggs, Ostenda